# Holmkobbarna
Holmkobbarna är klippor i Finland.   De ligger i kommunen Kimitoön i landskapet Egentliga Finland, i den södra delen av landet, 150 km väster om huvudstaden Helsingfors.
Terrängen runt Holmkobbarna är mycket platt.  Det finns inga samhällen i närheten. 